# 우리자동차판매 (1993년)
우리자동차판매(우리自動車販賣, WOORI MOTOR SALES CORPORATION)는 대한민국의 자동차 판매회사다. 본사는 인천광역시 부평구 청천동에 있다.

## 연혁
1993년 대우자동차의 영업 부문이 분리되어 대우자동차판매(주)란 이름으로 세워졌다. 1994년에는 우리자동차판매로 상호를 변경하였고, 1996년 시계 제조 업체인 한독(주)을 인수한 후 주식을 상장하였다.